# 東根の大ケヤキ

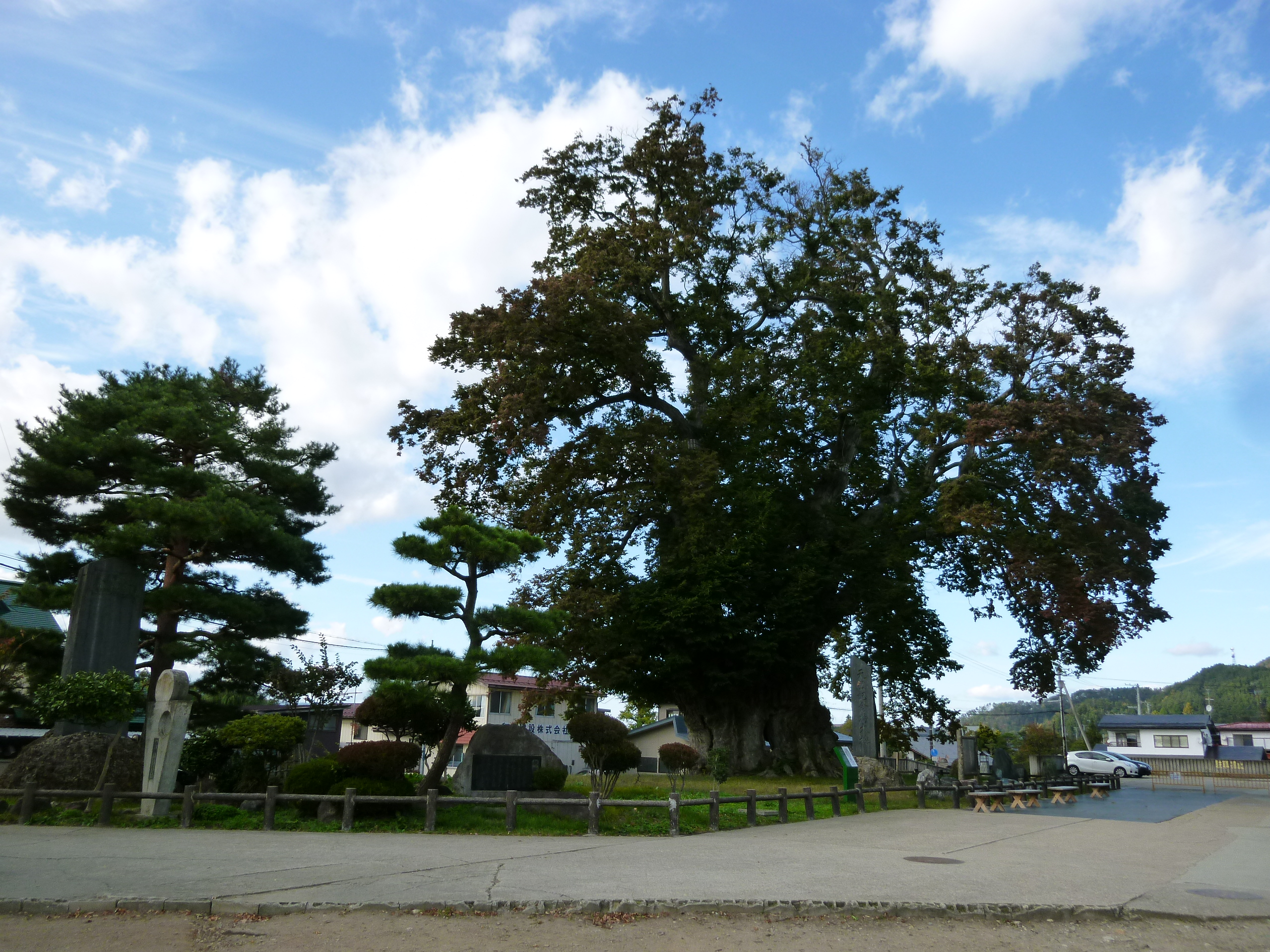
東根の大ケヤキ（2015年10月撮影）

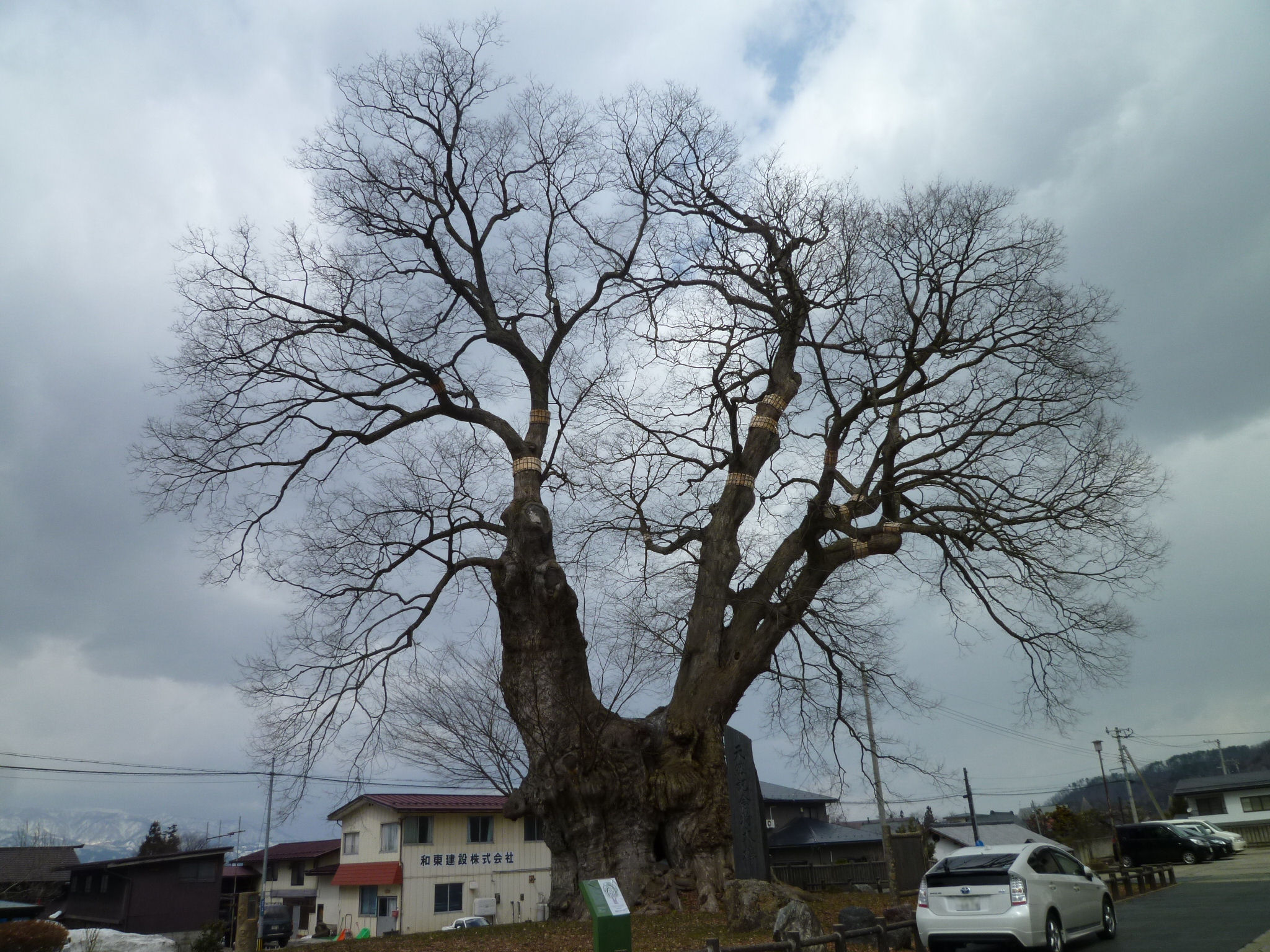
東根の大ケヤキ（2014年3月撮影）

東根の大ケヤキ（ひがしねのおおケヤキ）は、山形県東根市本丸南1丁目の東根市立東根小学校校庭に生育するケヤキの巨木である。樹齢は1000年以上とも1500年以上とも推定され、1957年（昭和32年）に国の特別天然記念物に指定された。ケヤキとしては日本一の巨樹といわれ、群馬県の「原町の大ケヤキ」、山梨県の「三恵の大ケヤキ」（いずれも国の天然記念物）と並んで「日本三大ケヤキ」と称されている。1980年（昭和55年）には、「日本ケヤキ見立番付」で「東の横綱」に選ばれた。

## 由来
東根小学校の校庭の西北隅に、この大ケヤキはただ1本そびえている。かつてこの地は南北朝時代の1347年（正平2年）に、小田島長義という武将が築いた小田島城（東根城）の本丸跡であり、堀割の名残も見受けられる。樹齢は1000年以上とも1500年以上ともいわれ、小田島城築城の際にはすでにかなりの大木であったと推定される。江戸時代末期の絵図を見ると、東根の大ケヤキと後述する「雄槻（ちちケヤキ）」の他に旧本丸や二の丸周辺に22本のケヤキが植栽されていたことが確認できる。
1874年（明治7年）11月13日、小田島城の本丸跡に東根小学校の前身、東根学校が開設された。その頃には、大ケヤキはもう1本あってそれぞれ「雌槻（ははケヤキ）」、「雄槻（ちちケヤキ）」と呼ばれていた。しかし、1885年（明治18年）に雄槻が枯れてしまい、雌槻にあたるこの大ケヤキが残された。
1926年（大正15年）10月20日に国の天然記念物に指定され、1957年9月20日には国の特別天然記念物となった。1957年の特別天然記念物指定時には、樹高が35メートルあった。
近年の測定では、樹高は28メートル、根回りは24メートル、目通り周囲は16メートル、直径5メートルとされた。幹は地上5.5メートルのところで2股に分かれて生育している。かつて北向きに大きな横枝が伸びていたが、1902年（明治35年）の暴風によって折損したため、この方向への枝張りは小さい。根元の幹部分は南北方向に空洞となっていて広さは畳2枚分ほどあり、たき火の跡が残っている。この空洞を潜り抜けると、子宝に恵まれるとの言い伝えがある。 
東根の大ケヤキは2012年8月の時点においてケヤキとして唯一の特別天然記念物であり、日本一の巨樹といわれる。群馬県吾妻郡東吾妻町の「原町の大ケヤキ」、山梨県南アルプス市の「三恵の大ケヤキ」（いずれも国の天然記念物）と並んで「日本三大ケヤキ」と称されている。他の2本の大ケヤキが老齢化が進んで損傷が激しいのに比較すると、東根の大ケヤキの樹勢は強健である。昭和末期に、葉が変色するなど樹勢の衰える兆しがあったため、東根市は木の周辺に施されていた透水性コンクリートの舗装を剥がし、雨水の浸透性を高める鉄製の網に取り替えるなどの対策を講じた。その甲斐があって大ケヤキは活力を取り戻し、山形県立林木試験場からも「今後、数百年は樹勢ますます盛ん」との保証を受けた。
東根の大ケヤキは、1980年（昭和55年）に金沢大学教授の里見信生（当時）が発表した「日本ケヤキ見立番付」で「東の横綱」に選ばれた。1990年（平成2年）に開催された「国際花と緑の博覧会」に合わせて企画された「新日本名木100選」や、1986年（昭和61年）に山形新聞社と山形放送が主催した「グリーン山形110景」にも選定されている。東根小学校では、「ケヤキっ子8か条」や「ケヤキのようにたくましい人間に」を教育方針に掲げ、大ケヤキの絵を児童に描かせたり、秋には落ち葉ひろいをさせたりして児童の情操教育に役立てている。

## 樹の管理
大ケヤキは雪の重みで枝が折れないようにワイヤーロープで支持されており、ワイヤーロープは3年ごとに張り替えられている。
2020年12月17日夜、枝の一部（直径70cm、長さ11.7m）が大雪の影響で折れる被害を受けた。翌日の調査で枝の内部の空洞化が進んでいることが分かり、老化と着雪が枝が折れた原因とみられている。樹木医は樹勢に影響はないとしている。東根市では断面に薬剤を塗布して防腐処理を施し、山形県と文化庁に報告することにしている。

## 交通アクセス
所在地
- 山形県東根市本丸南1丁目1番1号 東根市立東根小学校校庭

交通
- 東日本旅客鉄道（JR東日本）奥羽本線さくらんぼ東根駅から徒歩20分[2]。